# General Manager (Baseball)
Der General Manager (GM) ist eine Person in einem Major-League-Baseball-Team, der die Hauptverantwortung bei Vertragsgesprächen mit Spielern führt. Der General Manager ist in der Regel auch die Person, die den Trainerstab einstellt und entlässt, einschließlich des Field Managers, der als Cheftrainer fungiert. Im Baseball bezieht sich der Begriff Manager fast immer auf den Field Manager, nicht auf den General Manager.
Vor den 1960er Jahren und in einigen seltenen Fällen auch heute noch, hat der General Manager auch die Verantwortung für einen Nicht-Spieler-Bereich des Ballclubs, wie z. B. die Verwaltung der Stadions und den Rundfunk.